# ミハエル・ティエロイ
ミハエル・ティエロイ（Michael Tielrooy）は、ベルギー出身の総合格闘家。ナイマン・ジム所属。

## 経歴
ベルギー出身だが、オランダでMMAデビューした。ムエタイをベースにした総合格闘家で、かつてはナイマン・ジムに所属していた。WVCヘビー級の試合ではヒース・ヒーリングに敗れている。

## 戦積
| 勝敗 | 対戦相手                   | 試合結果                 | 大会名                                        | 開催年月日     |
| ×    | アンドレイ・アルロフスキー | 1R 1:26 フロントチョーク | M-1 MFC: European Championship 2000 【1回戦】 | 2000年4月9日   |
| ×    | ペドロ・ヒーゾ             | 1R 0:18 V1アームロック   | World Vale Tudo Championship 2 【準決勝】     | 1996年11月10日 |
| ×    | ヒース・ヒーリング         | 1R 1:14 V1アームロック   | World Vale Tudo Championship 9 【1回戦】      | 1999年9月27日  |
| ○    | エドウィン・ゲルテンバック | 1R 4:58 KO（掌打）       | Rings Holland: Kings of Martial Arts          | 1996年2月18日  |